# Hydrema
Hydrema A/S (Hydrauliske Entrepenør Maskiner) ist ein dänischer Hersteller von Baumaschinen und Militärtechnik. Das Unternehmen verfügt über zwei Produktionsstätten. Die erste befindet sich im dänischen Støvring und die zweite im thüringischen Weimar, in der Kromsdorfer Straße 18.

## Geschichte

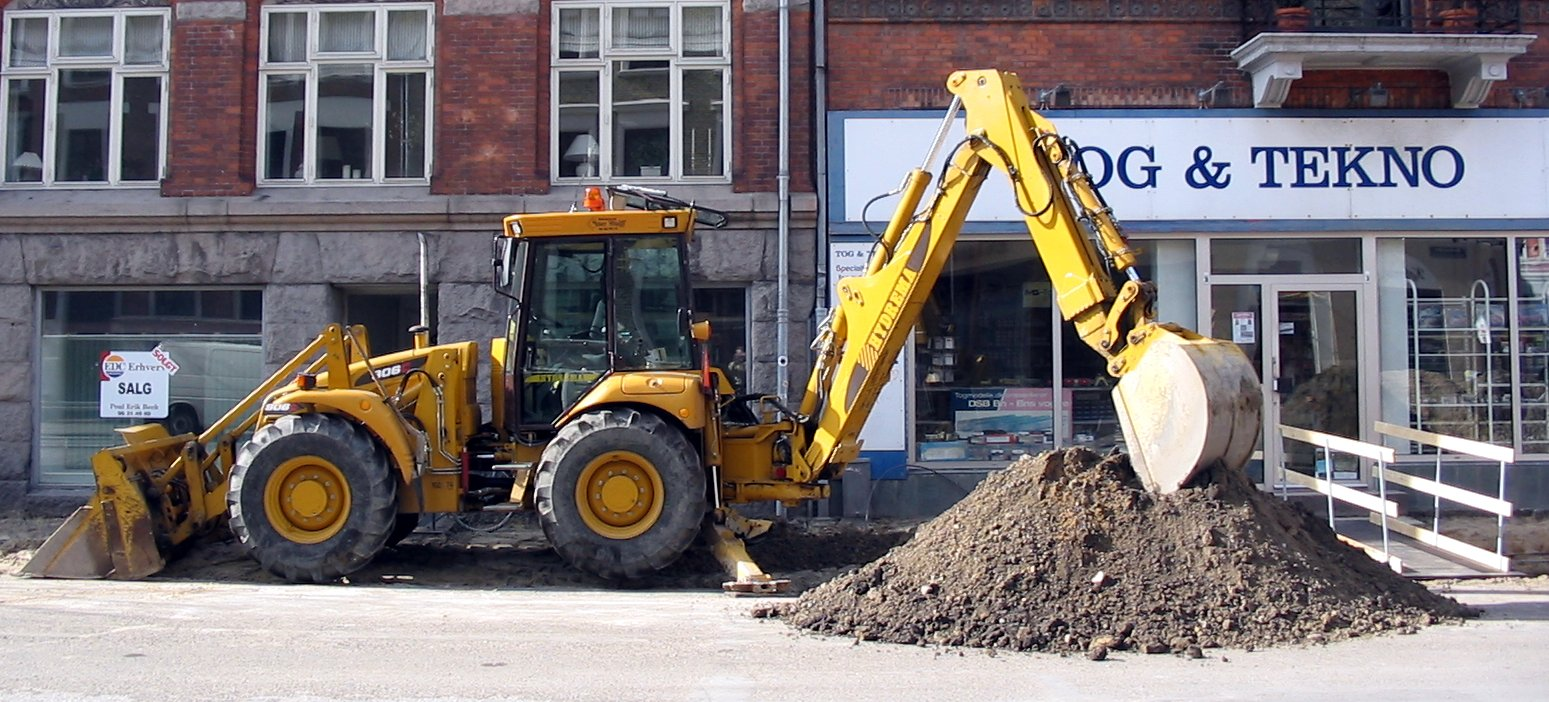
Baggerlader

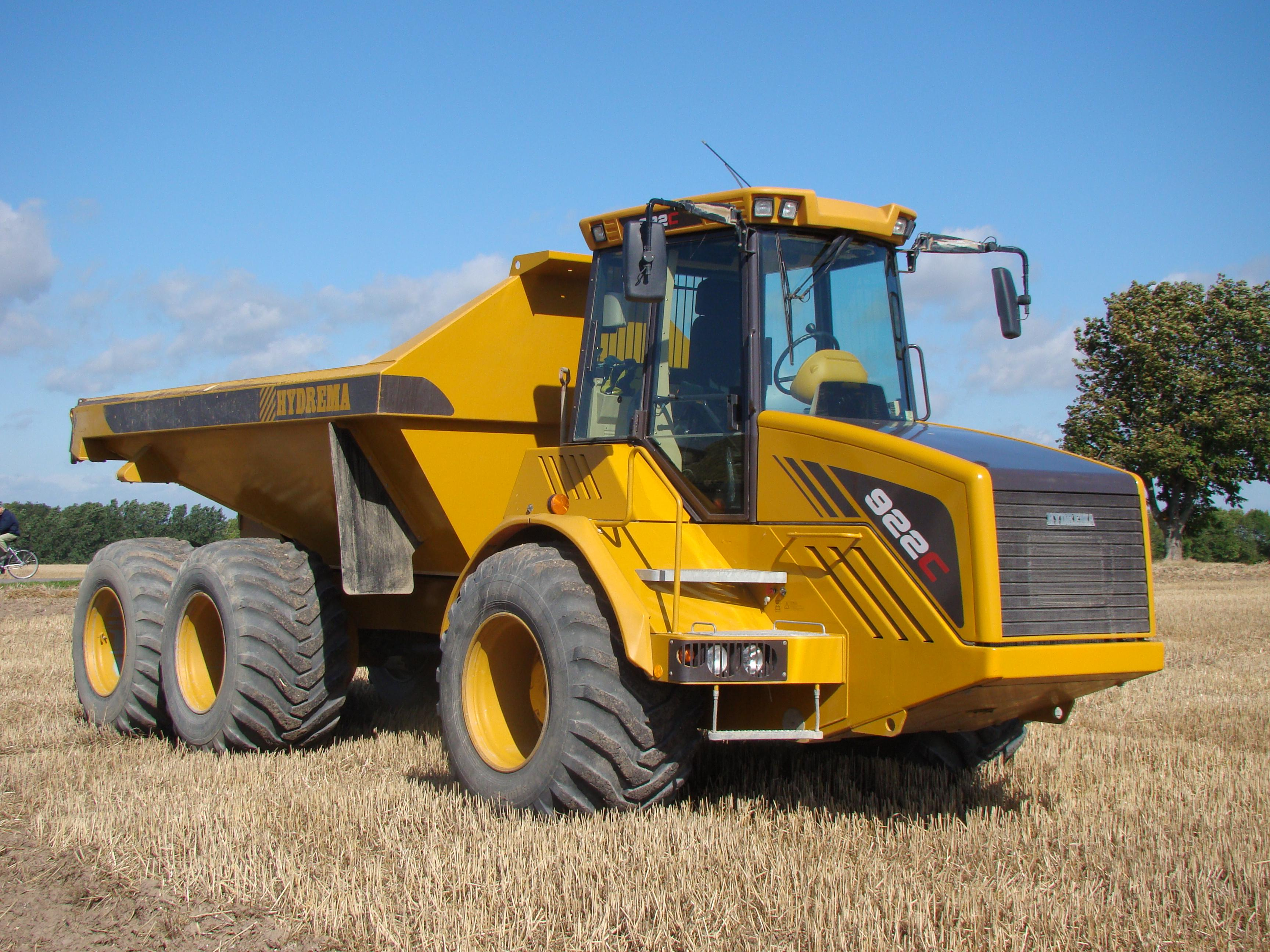
Muldenkipper

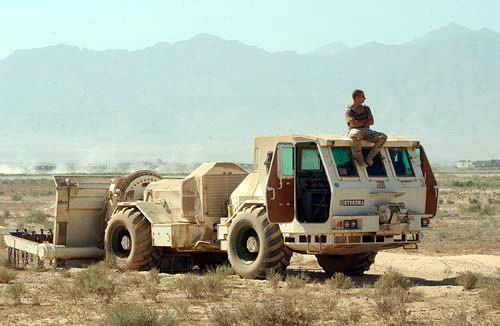
Minenräumfahrzeug

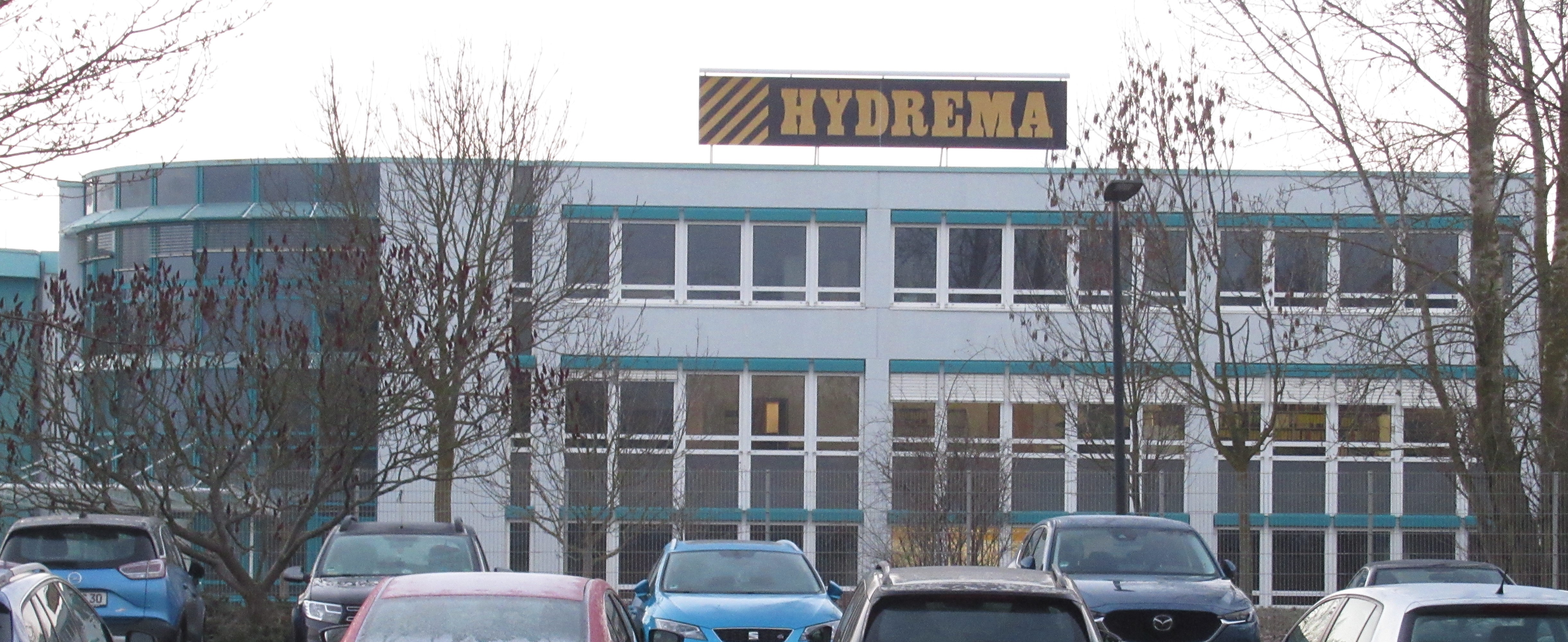
Hydrema-Sitz Weimar

Das Unternehmen wurde im Jahre 1959 von Kjeld Werner Jensen in Aalborg gegründet. Noch im gleichen Jahr startete der Verkauf des Fantomet (deutsch Phantom), einem hydraulischen Anbaubagger für Traktoren. Aufgrund des großen Verkaufserfolgs expandierte das Unternehmen und zog 1962 an seinen heutigen Stammsitz in Støvring.
1963 wurde der Fantomet durch Neuentwicklungen (u. a. Modell C) abgelöst. Die gewonnenen Erfahrungen beim Bau der Anbaubagger führten 1968 zur Herstellung eines einfachen Baggerladers auf Basis eines Volvo-Traktors. Später wurden auch Ford-Traktoren verwendet. Eine Besonderheit stellte dabei der Schwenkwinkel von 270° dar.
Ein wichtiger Entwicklungsschritt für Hydrema war die komplette Eigenentwicklung eines Baggerladers im Jahre 1980. Dieser Typ 807 verfügte über Allradantrieb, Knicklenkung und vier gleich große Räder. Zudem konnte der Heckausleger um 200° schwenken (bisher waren bei Baggerlader Schwenkwinkel nur bis 180° üblich). Damit war Hydrema der Konkurrenz seinerzeit überlegen und erlangte auch international Bekanntheit.
Weitgehend aus den gleichen Komponenten entwickelte Hydrema 1983 den MBC 800. Dabei handelte es sich um einen kleinen knickgelenkten Muldenkipper mit 10 Tonnen Nutzlast.
1996 kaufte Hydrema die Weimar Werk Baumaschinen GmbH und fertigte dort anschließend Mobil- und Raupenbagger sowie kleine Radlader.
Im Jahr 2000 übernahm der Sohn des Unternehmensgründers, Jan Werner Jensen, die Unternehmensleitung.

## Produkte
Folgende Produkte werden gegenwärtig (Stand Oktober 2019) von Hydrema entwickelt, hergestellt und vermarktet:
- Hydraulikbagger (auch als Zweiwegefahrzeug)
- Baggerlader
- Muldenkipper (auch als Zweiwegefahrzeug)
- Minenräumfahrzeuge
- Stromerzeugungsaggregate